# محمد شاه سلطان سلاغور
السلطان محمد شاه بن السلطان إبراهيم شاه (1772-6 يناير 1857) السلطان الثالث لسلاغور. استمر حكمه 31 عامًا حتى وفاته، وشهد افتتاح مناجم القصدير في أمبانغ وفصل سلاغور إلى خمس مناطق مستقلة.
لم يكن محمد شاه ابن الزوجة الأولى لوالده، ولكن منذ أن أصبح الوريث المفترض في عهد والده، قبله كبار الشخصيات في سلاغور باعتباره السلطان التالي لسلاغور. لم يكن السلطان محمد شاه مؤهلًا في حكم الدولة ولم يكن لديه سيطرة كاملة على الراجا المحليين أو زعماء القرى أو مناطقهم. بحلول نهاية حكمه، قُسمت سلاغور إلى خمسة أقاليم فردية، وهي برنم، وكوالا سلاغور، وكلاغ، ولاغت ولوكوت. وكل منطقة يحكمها قادة مختلفون ومحمد شاه يسيطر فقط على كوالا سلاغور. بدأ المستوطنون الصينيون التنقيب عن القصدير في الولاية خلال فترة وجوده. وأُنشئت مناجم القصدير في أمبانغ، وازدهرت الأعمال التجارية للناس، وكان هذا هو نجاحه الوحيد المعترف به.